# Municipio de Tipton (Indiana)
El municipio de Tipton (en inglés: Tipton Township) es un municipio ubicado en el condado de Cass en el estado estadounidense de Indiana. En el año 2010 tenía una población de 2490 habitantes y una densidad poblacional de 23,57 personas por km².

## Geografía
El municipio de Tipton se encuentra ubicado en las coordenadas 40°42′1″N 86°13′57″O / 40.70028, -86.23250. Según la Oficina del Censo de los Estados Unidos, el municipio tiene una superficie total de 105.64 km², de la cual 104.9 km² corresponden a tierra firme y (0.7%) 0.74 km² es agua.

## Demografía
Según el censo de 2010, había 2490 personas residiendo en el municipio de Tipton. La densidad de población era de 23,57 hab./km². De los 2490 habitantes, el municipio de Tipton estaba compuesto por el 95.78% blancos, el 0.36% eran afroamericanos, el 0.16% eran amerindios, el 0.32% eran asiáticos, el 0.12% eran isleños del Pacífico, el 2.45% eran de otras razas y el 0.8% pertenecían a dos o más razas. Del total de la población el 5.74% eran hispanos o latinos de cualquier raza.